# القدس الشرقية
القدس الشرقية هي جميع الأراضي في الجانب الشرقي من مدينة القدس التي كانت تحت الحكم الأردني منذ الحرب العربية الإسرائيلية عام 1948 بعد انسحاب القوات البريطانية من فلسطين، وحتى الاحتلال الإسرائيلي للمدينة عام 1967. وتقع ضمن أراضيها مدينة القدس القديمة التي تحوي على أقدس الأماكن للأديان السماوية الثلاثة الإسلام، والمسيحية واليهودية، مثل المسجد الأقصى وكنيسة القيامة وحائط البراق (أو كما يسميه اليهود: حائط المبكى).
تغطي مساحتها اليوم 70 كم² (27 ميل مربع)، أما مساحتها أيام الحكم الأردني قبل حرب 1967 فكانت 6.4 كم² (2.5 ميل مربع).[بحاجة لمصدر] تعدّ القدس الشرقية، العاصمة الموعودة للدولة الفلسطينية، على الرغم من أن مكاتب ووزارات السلطة الفلسطينية تقع في رام الله، التي تعدّ كعاصمة إدراية حاليا. تعترف العديد من الدول بالقدس الشرقية عاصمة لدولة فلسطين (مثل البرازيل، الصين، روسيا، وجميع الدول الأعضاء الـ 57 في منظمة التعاون الإسلامي)، بينما تؤكد دول أخرى (مثل أستراليا وفرنسا وغيرها) أن القدس الشرقية "ستكون عاصمة فلسطين"، بينما تشير إليها على أنها " أرض محتلة". في عام 2020، بلغ عدد سكان القدس الشرقية 595000 نسمة، منهم 361700 (61%) من العرب الفلسطينيين و234000 (39%) من المستوطنين الإسرائيليين. المستوطنات الإسرائيلية في القدس الشرقية غير قانونية بموجب القانون الدولي وفي نظر المجتمع الدولي .
بعد الحرب العربية - الإسرائيلية عام 1948، أو النكبة، تم تقسيم القدس إلى جزئين؛ الجزء الشرقي ذو الغالبية العربية المطلقة (مسلمين ومسيحيين)، وقع تحت الحكم الأردني، والجزء الغربي ذو الغالبية اليهودية - بعد تهجير الفلسطينيين منها، وقع تحت الحكم الإسرائيلي. وبقي جزء صغير من القدس الشرقية غير خاضع لسيطرة العرب، وهو جبل المشارف والذي تقع فيه الجامعة العبرية - أول جامعة إسرائيلية.

## احتلال القدس الشرقية في حرب 1967
أما بعد حرب 1967 أو النكسة، أصبح الجزء الشرقي من المدينة تحت السيطرة الإسرائيلية بعد احتلالها، وألحقت بالقدس الغربية مع عدد من قرى الضفة الغربية المحيطة. وقد نص قرار مجلس الأمن الدولي رقم 242 على ضرورة انسحاب إسرائيل من الأراضي العربية المحتلة آنذاك (القدس الشرقية والضفة الغربية وقطاع غزة وسيناء المصرية وهضبة الجولان السورية).
أما في عام 1980، فقد أصدر الكنيست الإسرائيلي قرار أطلق عليه قانون القدس، والذي نص على أن القدس موحدة وعاصمة أبدية للدولة العبرية، والذي لم يحظ بأي اعتراف عالمي يذكر، سوى اعتراف الولايات المتحدة عام 1995 ودول قليلة أخرى، إلا أن كل الرؤساء الأمريكيين منذ ذلك الوقت قاموا كل ستة أشهر بتأجيل قرار مصادقة الكونغرس على نقل السفارة الأمريكية من تل أبيب إلى القدس إلى ان قرر الرئيس الأمريكي الخامس والاربعون دونالد ترامب نقل السفارة وإعلان القدس عاصمة لإسرائيل. أما بالنسبة لبريطانيا، فلا تعدّ القدس الشرقية محتلة، لكن بنفس الوقت غير تابعة لأي دولة.
في عام 2002 شرعت حكومة أرئيل شارون ببناء الجدار العازل في القدس وغيرها من الأراضي الفلسطينية بالضفة الغربية، بشكل التفافي تم بموجبه ضم أكبر عدد من المستوطنات إلى القدس، وعزل في نفس الوقت الكثير من الأحياء العربية والبلدات المحيطة بها، في خطة بعيدة الأمد أطلقتها إسرائيل لتغير الميزان الديمغرافي لصالح السكان اليهود، أطلق عليها اسم «القدس 2020».

## الحرية الدينية والوصول للأماكن المقدسة بين حربي 1948 و1967

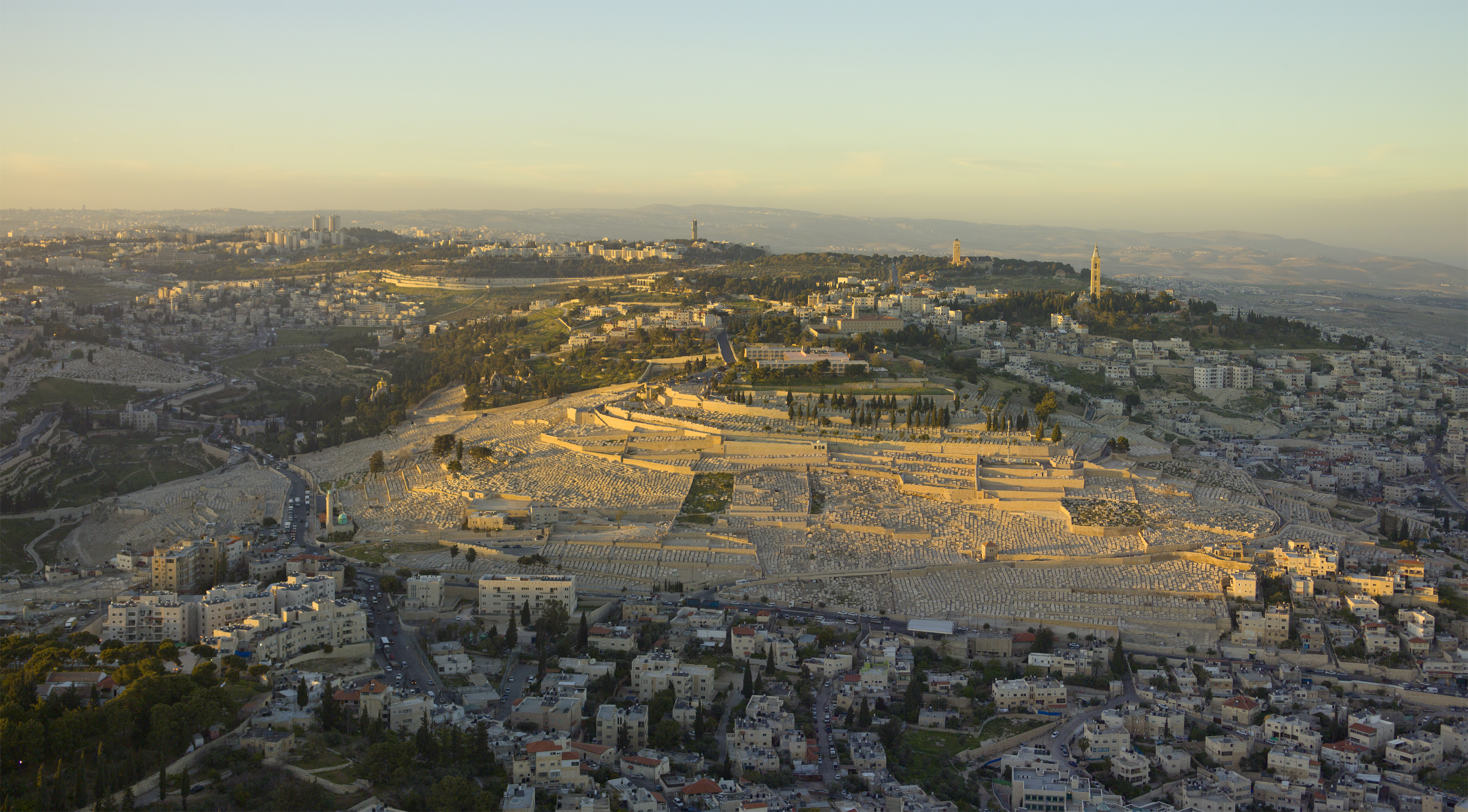
صُورة جويَّة عند الغُرُوب لِجبل الزيتون في بيت المقدس (منظر من الجهة الجنوبيَّة).

### معاملة اليهود والأماكن المقدسة اليهودية
في حين كانت الأماكن المقدسة المسيحية محمية، وتمت المحافظة على الأماكن المقدسة الإسلامية وتجديدها، فقد تضررت المواقع اليهودية المقدسة وتم تدميرها في أحياناً أخرى في سياق حرب عام 1948 وتبعاتها. وفقاً لرافائيل إسرائيلي، تم تدنيس 58 كنيس يهودي أو هدمه في المدينة القديمة، مما أدى إلى إزالة المعالم اليهودية في القدس. وكتب أستيرستير، وهو رجل دين وعالم مسيحي، «خلال فترة الحكم الأردني، تم تفكيك 34 من المعابد اليهودية في المدينة القديمة البالغ عددها 35». وتحول الجدار الغربي إلى موقع مقدس إسلامي حصري مرتبط بالبراق. وتم تدمير 38,000 من المقابر اليهودية في المقبرة اليهودية القديمة المطلة على جبل الزيتون بشكل منهجي، ولم يُسمح لليهود بدفنهم هناك. وكان هذا كله انتهاكًا لاتفاقية الهدنة الإسرائيلية الأردنية المادة 8 - 2 «...؛ حرية الوصول إلى الأماكن المقدسة والمؤسسات الثقافية واستخدام المقبرة في جبل الزيتون؛ ....». طردت الجيوش العربية السكان اليهود في المدينة القديمة في حرب عام 1948، وسمحت الأردن للاجئين الفلسطينيين الذين طردوا من المناطق التي وقعت تحت السيطرة الإسرائيلية بالإستقرار في الحي اليهودي في القدس الذي أخلي. في وقت لاحق، بعد نقل بعض هؤلاء إلى شعفاط، وأخذ المهاجرون من الخليل مكانهم. خلال عقد 1960، بينما استمر وضع الحي في التدهور، خططت الأردن لتحويل الحي اليهودي إلى حديقة عامة.

### معاملة المسيحيين والمقدسات المسيحية
في عام 1952، أعلن الأردن أن الإسلام هو الدين الرسمي، ووفقًا للأستاذ الإسرائيلي يهودا تسفي بلوم، تم تطبيق ذلك في القدس التي كانت تحت السيطرة الأردنية. وفي عام 1953، قام الأردن بتقييد الجماعات المسيحية من امتلاك أو شراء الأراضي بالقرب من الأماكن المقدسة، وفي عام 1964، منع المزيد من الكنائس من شراء الأراضي في القدس. وتم الإستشهاد بها، بالإضافة إلى قوانين جديدة أثرت على المؤسسات التعليمية المسيحية، من قبل كل من المعلق السياسي البريطاني بات يور وعمدة القدس تيدي كوليك كدليل على أن الأردن سعى إلى «أسلمة» الحي المسيحي في البلدة القديمة في القدس.
من أجل مواجهة تأثير القوى الأجنبية، والتي أدارت المدارس المسيحية في القدس بشكل مستقل منذ العهد العثماني، شرّعت الحكومة الأردنية عام 1955 بوضع جميع المدارس تحت إشراف الحكومة. وسمح لهم باستخدام الكتب المدرسية المعتمدة فقط والتعليم باللغة العربية. وكان يُطلب من المدارس الإغلاق في أيام العطل الوطنية والجمعة بدلاً من الأحد. ولم تعد الأعياد المسيحية مُعترف بها رسمياً، وأصبح يوم الأحد كعطلة مقيدًا فقط بالموظفين المسيحيين. وكان يمكن للطلاب، سواء كانوا مسلمين أو مسيحيين، أن يدرسوا دينهم فقط. وصفت جيروزاليم بوست هذه الإجراءات بأنها «عملية أسلمة للحي المسيحي في المدينة القديمة».
بشكل عام، تم التعامل مع الأماكن المقدسة المسيحية باحترام، على الرغم من أن بعض العلماء والباحثين يقولون أنها عانت من الإهمال. خلال هذه الفترة، تم إجراء تجديدات لكنيسة القيامة، والتي كانت في حالة من الإهمال الخطير منذ الفترة البريطانية بسبب الخلافات بين المجموعات المسيحية التي تدعي وجود حصة فيها. وفي حين لم يكن هناك تدخل كبير في تشغيل وصيانة الأماكن المقدسة المسيحية، إلا أن الحكومة الأردنية لم تسمح للمؤسسات المسيحية بالتوسع. ومُنعت الكنائس المسيحية من تمويل المستشفيات وغيرها من الخدمات الاجتماعية في القدس. في أعقاب هذه القيود، غادر العديد من المسيحيين القدس الشرقية.

## معرض صور

مظليون إسرائيليون بالقرب من حائط البراق بعد سقوط القدس الشرقية بيد إسرائيل في شهر يونيو سنة 1967.
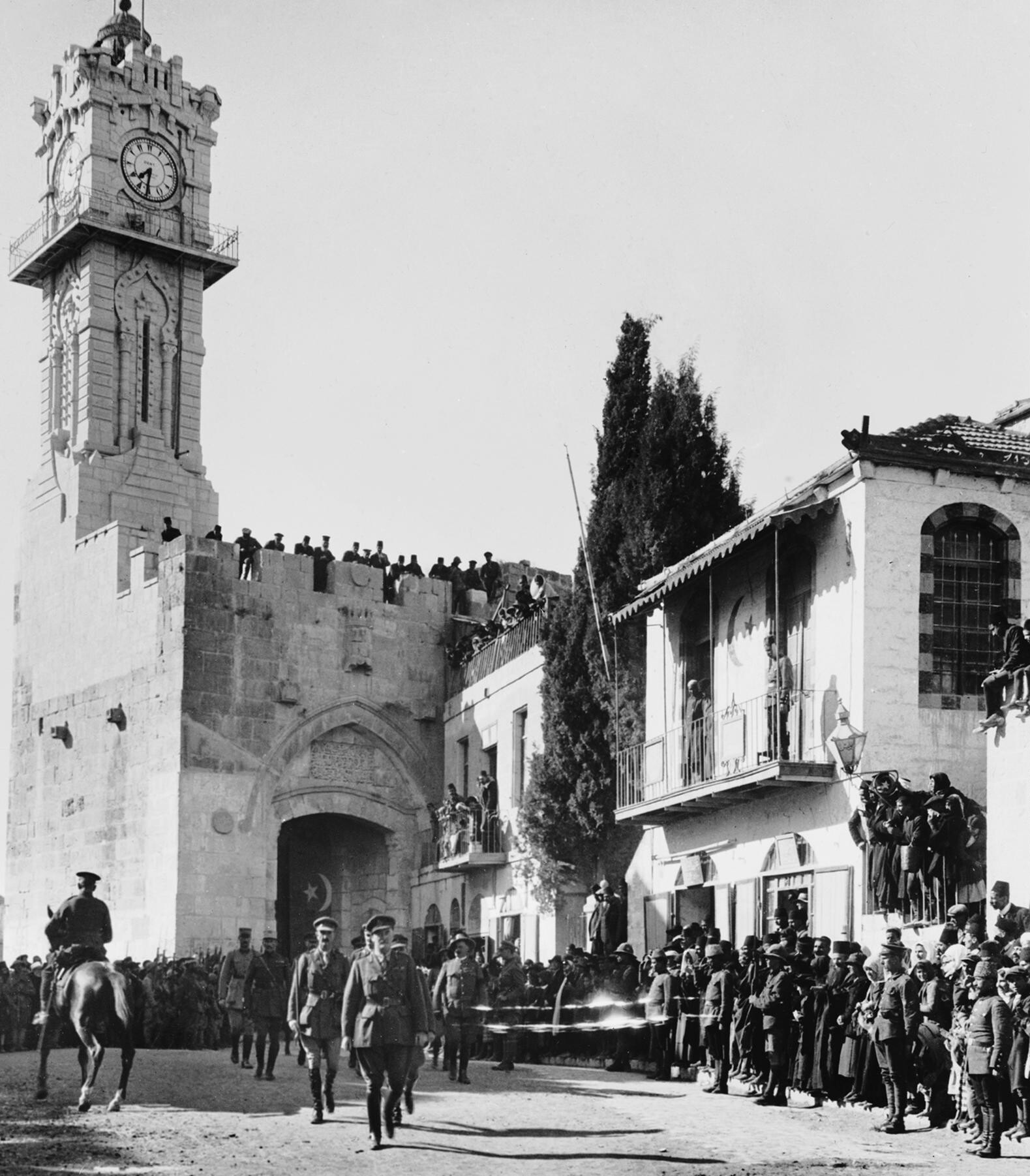
دخول القوات البريطانية إلى القدس عام 1917
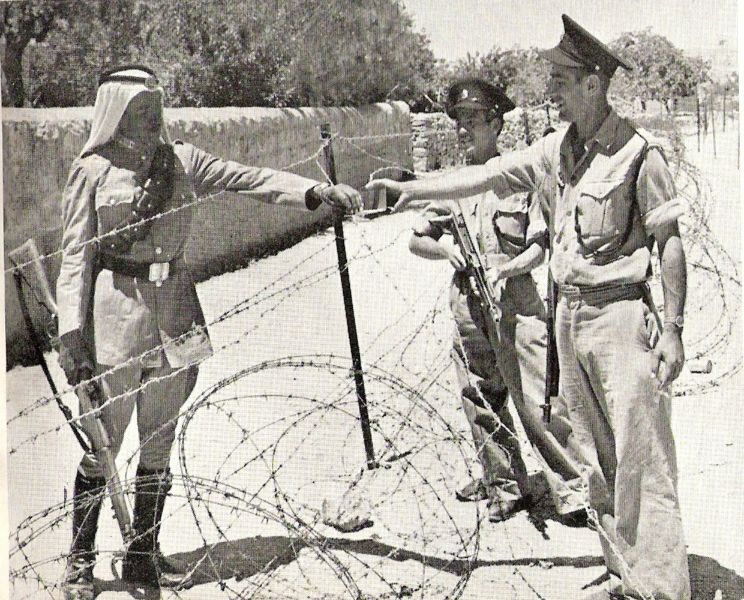
شرطي إسرائيلي يلتقي بجندي أردني قرب معبر مندلباوم على خط الهدنة الذي كان يفصل مدينة القدس بين سنتيّ 1949 و1967
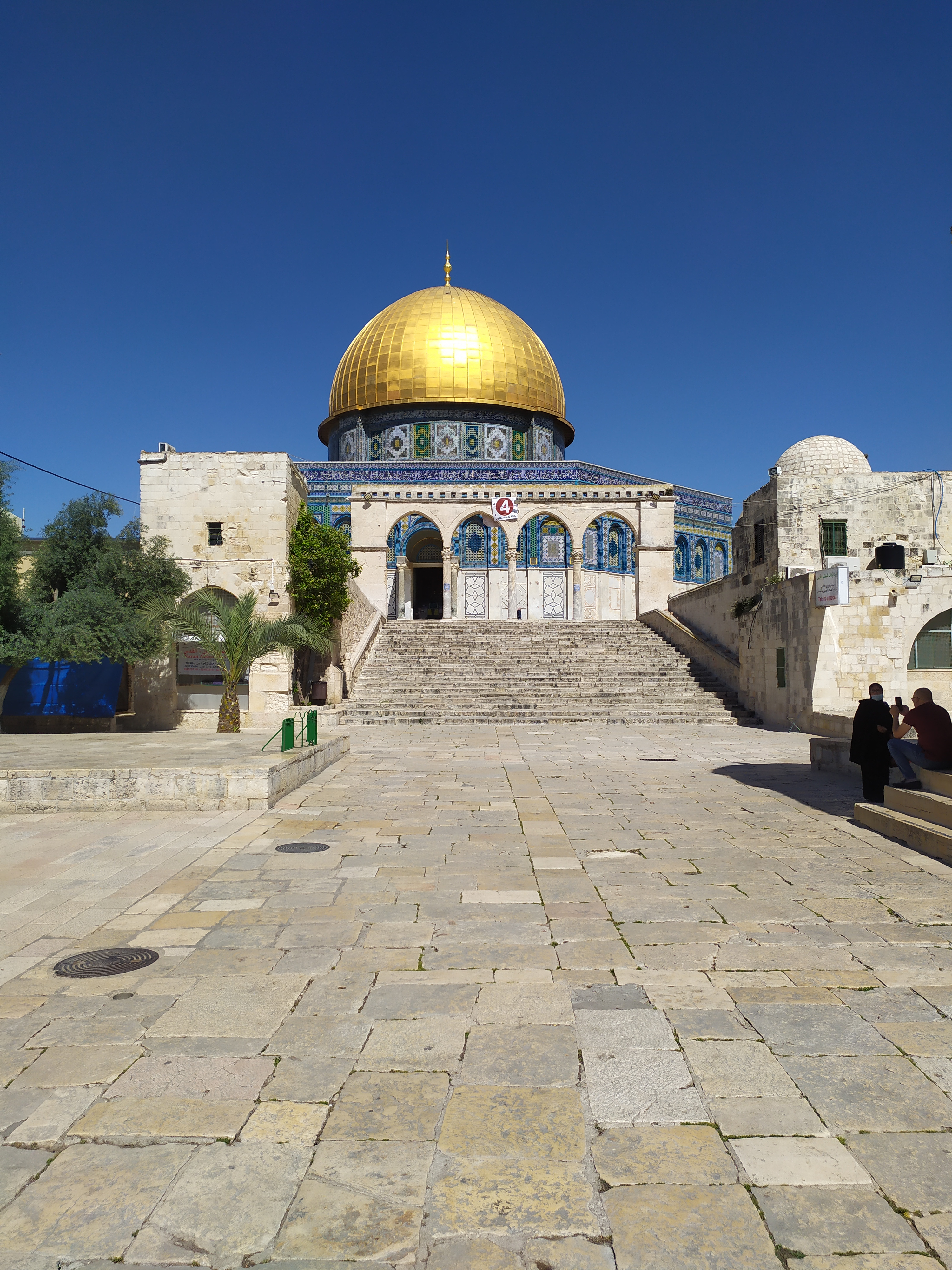
قبة الصخرة المشرفة، أحد المعالم التاريخية والإسلامية في القدس الشرقية
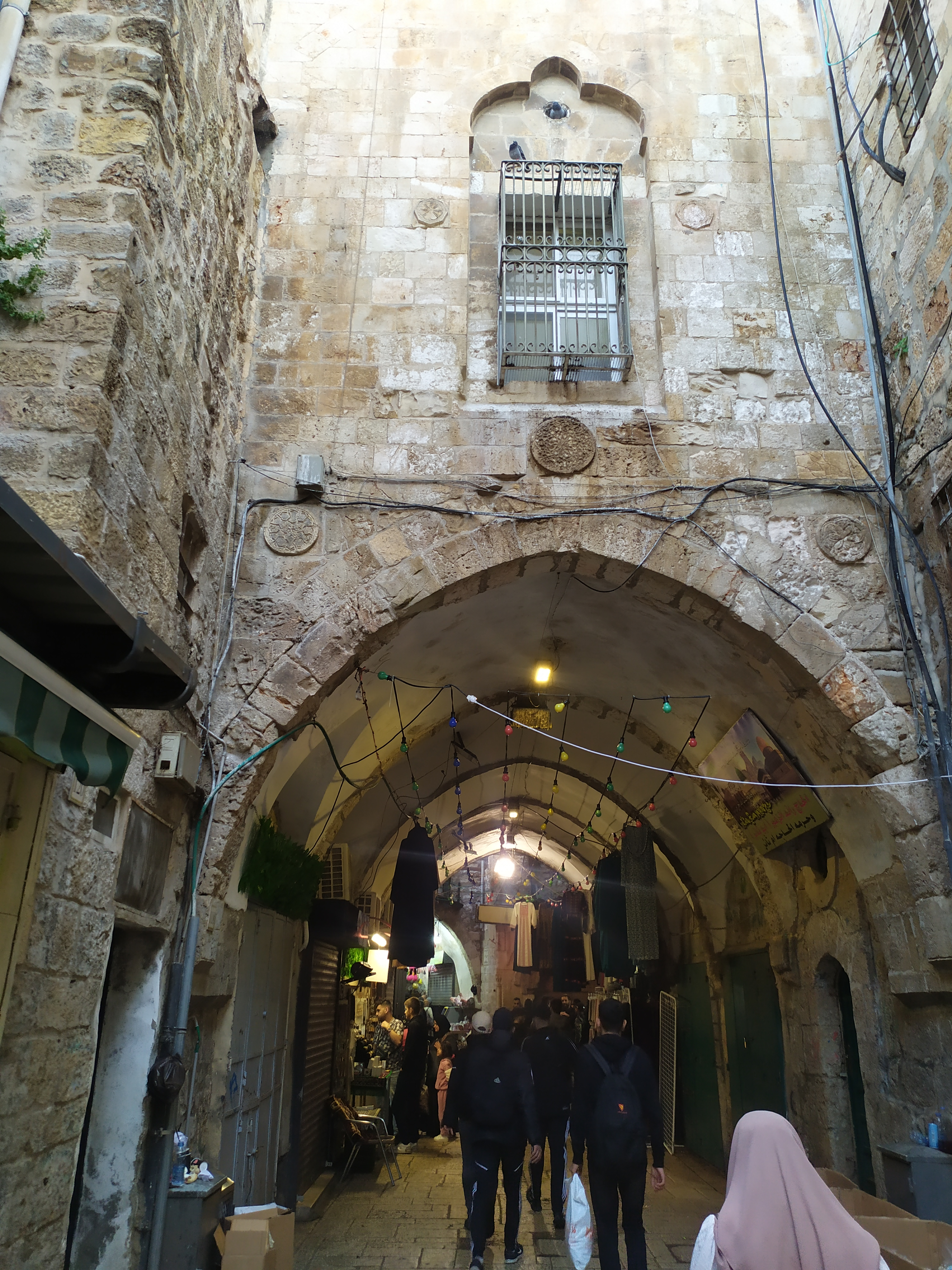
مباني وأسواق تاريخية في البلدة القديمة في القدس الشرقية